# Adele Palmer
Adele Palmer (* 21. Oktober 1915 in Santa Ana, Kalifornien; † 1. Juli 2008 in Santa Barbara, Kalifornien) war eine US-amerikanische Kostümbildnerin beim Film.

## Leben
Die 1915 im kalifornischen Santa Ana als Tochter von Rena C. und Theadore Palmer geborene Kostümbildnerin begann ihre Karriere als Skizzenzeichnerin von Vera West bei Universal Pictures. Ab 1938 arbeitete sie für die kleine, jedoch unabhängige Produktionsfirma Republic Pictures. Dort war sie im Laufe der Jahre als Garderobiere und Kostümbildnerin an mehr als 300 Filmproduktionen, darunter vor allem B-Western, beteiligt. Für die Filmbiografie Rache für Alamo (1939) über den Politiker und General Sam Houston entwarf sie mit Edith Head ihre ersten Kostüme. Häufig war Palmer bei Filmen mit John Wayne für das Kostümdesign zuständig, so etwa bei dem Kriegsfilm Alarm im Pazifik (1944) sowie bei den beiden John-Ford-Filmen Rio Grande (1950) und Der Sieger (1952). Als Republic die Produktion von Filmen in den 1950er Jahren zunehmend einschränkte, wechselte Palmer 1957 zur 20th Century Fox. Dort arbeitete sie mehrfach mit Charles Le Maire zusammen, so zum Beispiel für Mark Robsons Sozialdrama Glut unter der Asche (1957), ehe sie 1959 ihre Karriere beendete. Für Jean Negulescos Filmdrama Alle meine Träume, einer der letzten Filme, für die Palmer das Kostümbild entwarf, und der wie Glut unter der Asche damalige Tabuthemen behandelte, war sie 1960 in der Kategorie Bestes Kostümdesign (Farbfilm) für den Oscar nominiert. Sie unterlag jedoch Elizabeth Haffenden, die den Preis für Ben Hur erhielt.
Palmer war mit Thomas P. Wilder von 1949 bis zu seinem Tod im Jahr 2002 verheiratet. Sie hatte zwei jüngere Schwestern, Frances Jonetta und Mollie Joan. Ihr Bruder war der Filmeditor Norman Palmer (1918–2013). Adele Palmer starb 2008 im Alter von 92 Jahren in Santa Barbara, Kalifornien. Ihr Grab befindet sich auf dem Santa Barbara Cemetery.

## Filmografie (Auswahl)
- 1939: Rache für Alamo (Man of Conques)
- 1939: Stunde Null (The Zero Hour)
- 1940: Schwarzes Kommando (Dark Command)
- 1941: Sis Hopkins
- 1941: Mercy Island
- 1944: Alarm im Pazifik (The Fighting Seabees)
- 1945: Hitchhike to Happiness
- 1945: San Francisco Lilly
- 1945: Liebe in der Wildnis (Dakota)
- 1946: Schüsse auf der Ranch (My Pal Trigger)
- 1946: Karten, Kugeln, Banditen (Plainsman and the Lady)
- 1946: Der Bandit von Sacramento (In Old Sacramento)
- 1947: Der schwarze Reiter (Angel and the Badman)
- 1947: Ich kann mein Herz nur einmal verschenken (Northwest Outpost)
- 1947: Hyänen der Prärie (Wyoming)
- 1947: Brennende Grenze (The Fabulous Texan)
- 1947: Die Dame und der Cowboy (Saddle Pals)
- 1948: Der Rächer von Los Angeles (Old Los Angeles)
- 1948: Die rauhen Reiter der furchtlosen Legion (The Gallant Legion)
- 1948: Erbe des Henkers (Moonrise)
- 1948: Die Plünderer von Nevada (The Plunderers)
- 1948: Im Banne der roten Hexe (Wake Of The Red Witch)
- 1949: Gabilan, mein bester Freund (The Red Pony)
- 1949: Kopfpreis 5000 Dollar (Hellfire)
- 1949: Der blonde Tiger (Too Late for Tears)
- 1949: Mit Pech und Schwefel (Brimston)
- 1949: In letzter Sekunde (The Fighting Kentuckian)
- 1949: The Red Menace
- 1949: The Kid from Cleveland
- 1950: Rauchende Pistolen (Singing Guns)
- 1950: Das Todeshaus am Fluß (House by the River)
- 1950: Mississippi-Express (Rock Island Trail)
- 1950: Terror über Colorado (The Savage Horde)
- 1950: Blutrache in Montana (The Showdown)
- 1950: Rio Grande
- 1950: In der Hölle von Missouri (California Passage)
- 1951: Apachenschlacht am schwarzen Berge (Oh! Susanna)
- 1951: Der Seewolf von Barracuda (The Sea Hornet)
- 1952: Der Sieger (The Quiet Man)
- 1952: Faustrecht in Minnesota (Woman of the North Country)
- 1952: Der Löwe von Arizona (Toughest Man in Arizona)
- 1952: Die Schönste von Montana (Montana Belle)
- 1952: Der Tiger von Utah (Ride the Man Down)
- 1952: Lady Possessed
- 1953: Der Rebell von Java (Fair Wind to Java)
- 1953: Der Cowboy von San Antone (San Antone)
- 1953: Wem die Sonne lacht (The Sun Shines Bright)
- 1953: Am Tode vorbei (Woman They Almost Lynched)
- 1953: Chicago – 12 Uhr Mitternacht (City That Never Sleeps)
- 1953: Unternehmen Panthersprung (Flight Nurse)
- 1954: Kalifornische Sinfonie (Jubilee Trail)
- 1954: Beeil dich zu leben (Make Haste to Live)
- 1954: Hotel Schanghai (The Shanghai Story)
- 1954: Brandmal der Rache (The Outcast)
- 1955: Der Rächer vom Silbersee (Timberjack)
- 1955: Die Mestizin von Santa Fé (Santa Fe Passage)
- 1955: Die Ratten von Chicago (I Cover the Underworld)
- 1955: Postraub in Central City (The Road to Denver)
- 1955: Die Barrikaden von San Antone (The Last Command)
- 1955: Ein Mann allein (A Man Alone)
- 1955: Der letzte Indianer (The Vanishing American)
- 1956: Er kam als Fremder (Come Next Spring)
- 1956: Der Teufel von Colorado (The Maverick Queen)
- 1956: Der schwarze Mustang (Stranger at My Door)
- 1956: Die Todesschlucht von Laramie (Dakota Incident)
- 1956: Duell am Apachenpaß (Thunder Over Arizona)
- 1956: Geheimzentrale Lissabon (Lisbon)
- 1957: Glut unter der Asche (Peyton Place)
- 1958: Der lange heiße Sommer (The Long, Hot Summer)
- 1958: Hölle, wo ist dein Schrecken (In Love and War)
- 1959: Fluch des Südens (The Sound and the Fury)
- 1959: Der Zwang zum Bösen (Compulsion)
- 1959: Engel auf heißem Pflaster (Say One for Me)
- 1959: Geheimagent des FBI (The FBI Story)
- 1959: Alle meine Träume (The Best of Everything)

## Auszeichnungen
- 1960: Oscar-Nominierung in der Kategorie Bestes Kostümdesign (Farbfilm) für Alle meine Träume